# مسلمة (اسم)
مسلمة هو اسم علم مذكر من أصل عربي، ومعناه هو مؤنث تأنيثًا مجازيًا، السلامة من كل آفة، المصالحة، البراءة، الانقياد، النجاة.

## شخصيات تحمل الاسم
- مسلمة المجريطي (950 – 1007[3])
- مسلمة بن القاسم القرطبي
- مسلمة بن عبد الملك (أمير أموي وقائد عسكري ووالي وسياسي ورجل دولة، 685 – 28 ديسمبر 738)
- مسلمة بن محمد
- مسلمة بن مخلد الأنصاري (القرن 7 – 9 أبريل 682)

## وصلات خارجية
- موسوعة السلطان قابوس لأسماء العرب